# Ursus im Reich der Amazonen
Ursus im Reich der Amazonen (Originaltitel: La regina delle amazzoni) ist ein italienischer mythologischer Abenteuerfilm mit parodistischen Elementen aus dem Jahr 1960. Unter der Regie von Vittorio Sala heißt die von Ed Fury dargestellte Figur nur in der deutschsprachigen Fassung, die am 21. Dezember 1962 erstaufgeführt wurde, Ursus. In der Originalfassung heißt er Glauco.

## Handlung
Kurz nach dem Trojanischen Krieg. Der herkulisch starke Glauco segelt mit Pirro als Leibwächter mit einem Handelsschiff auf eine geheimnisvolle Insel, wo sie einen Schatz heben möchten. Dieser Plan funktioniert zunächst; dann jedoch werden sie von Amazonen überwältigt, die die Männer als Zukunftssicherung betrachten und sie anschließend töten wollen. Zwei Anwärterinnen auf den Königsthron, Antiope und Melitta, verlieben sich jedoch in Glauco und Pirro, die den Amazonen auch im Kampf gegen die Piratenbande beistehen, die die königliche Sammlung von wertvollen Gegenständen für sich haben wollen und die Insel überfallen. Der Angriff wird abgewehrt; die Amazonen können davon überzeugt werden, dass Männer auch Herrscher sein können.

## Kritik
„Wir finden uns hier mit einem echten Schelmenstück konfrontiert“, befand Bertrand Tavernier. „Die Gags sind so zahlreich wie in einem durchschnittlichen Tashlin-Film, […] Glauco wird wunderbar von Ed Fury verkörpert, mit einem strahlend dummen Gesicht“, und er schließt: „Der Film vereint die besten unter den erfolgreichen Komikern.“ Weniger angetan war das Lexikon des internationalen Films: „Als Parodie auf die Serienprodukte der „Ursus-Maciste-Herkules-Reihe“ gedacht, die jedoch selbst stets eine Parodie ihrer selbst beinhalten, so daß hier angesichts der zweideutigen Anzüglichkeiten kaum Amüsement aufkommt.“
Einen ganz anderen Schluss zogen Hahn/Jansen, Stresau:„Frauen, soll man wohl denken, sind nicht einmal in der Lage, sich selbst zu regieren“.

## Synchronisation
Bei der Riva Synchron in München wurden für die deutschsprachige Synchronfassung u. a. besetzt:
- Ed Fury: Michael Cramer
- Rod Taylor: Claus Biederstaedt
- Gianna Maria Canale: Eva Maria Meineke
- Daniela Rocca: Maria Landrock
- Alberto Farnese: Walter Ofiera